# Wörner Gap
Wörner Gap (in lingua bulgara: седловина Вьорнер, sedlovina Wjorner; Sella Wörner) è una sella montuosa o valico antartico piuttosto appiattito, che si estende per 3 km in direzione nord-sud tra il Friesland Ridge e il Bowles Ridge, nei Monti Tangra dell'Isola Livingston, nelle Isole Shetland Meridionali, in Antartide.
La sua elevazione decresce da 585 m a sud, passando a 541 m nel centro e abbassandosi a 525 m a nord. Il valico separa il bacino del Ghiacciaio Perunika a ovest da quello del Ghiacciaio Huron a est ed è collegato al Kuzman Knoll, un notevole punto di riferimento in questa zona. La sella è stata investigata dai gruppi di ricerca glaciologica bulgari e spagnoli provenienti rispettivamente dalla Base San Clemente di Ocrida e dalla Base antartica spagnola Juan Carlos I.
La denominazione è stata assegnata in onore di Manfred Wörner (1934–94), settimo segretario generale della NATO, per il suo contributo all'unità dell'Europa.

## Localizzazione

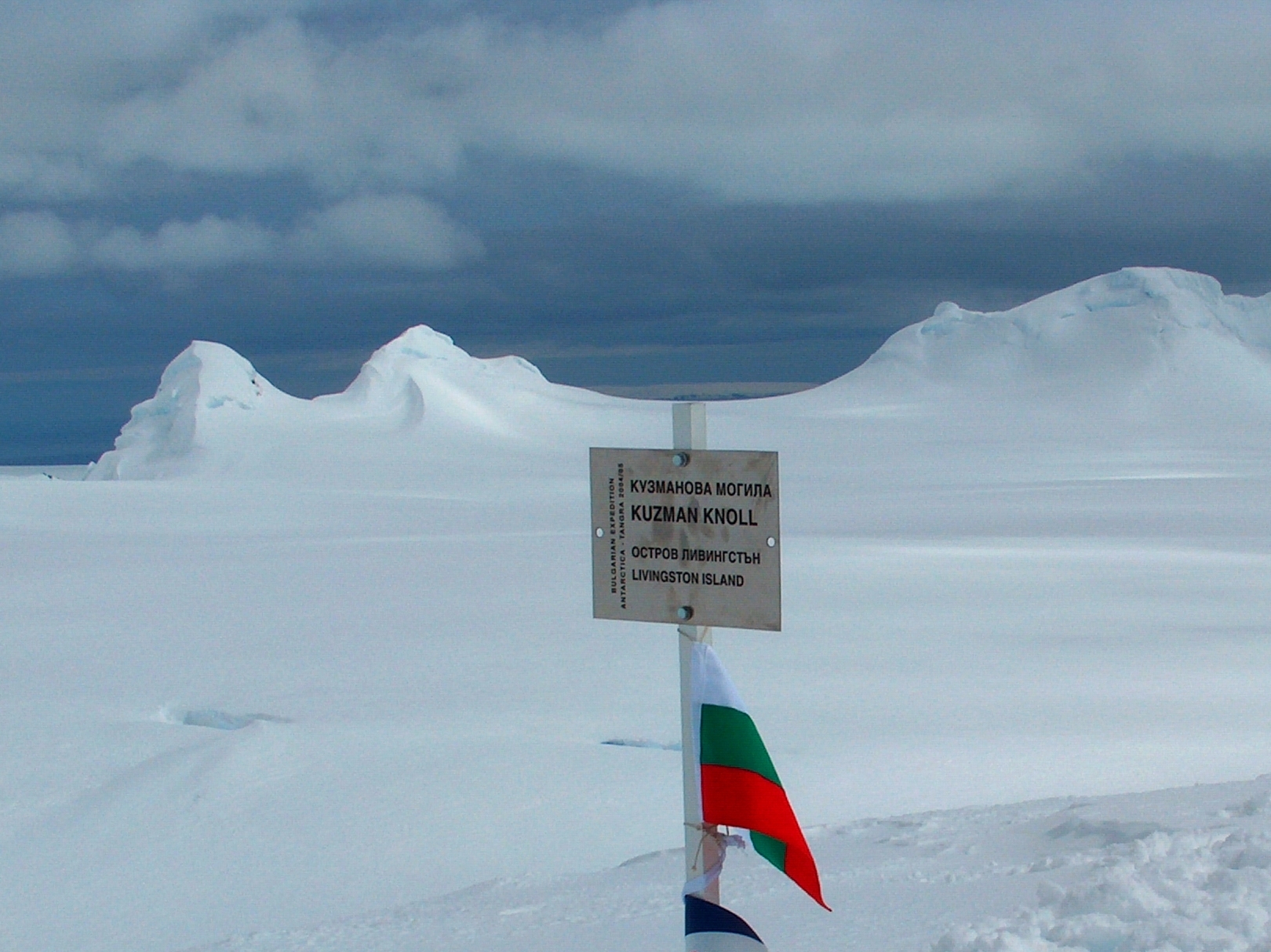
Wörner Gap visto dal Kuzman Knoll, con Pliska Ridge e Burdick Ridge sullo sfondo.

Il punto centrale della sella si trova alle coordinate 62°38′13.5″S 60°10′57″W, 1,07 km a ovest del Kuzman Knoll, 2,39 km a nordovest del Zograf Peak, 3,76 km a nord del Monte Friesland, 2,64 km a est-nordest del Pliska Peak, 3,79 km a est del Burdick Peak, 2,49 km a sud-sudest del Monte Bowles e 1,53 km a sud del Montana Bluff.
Mappatura britannica nel 1968, spagnola nel 1991; rilevazione topografica bulgara nel 1995-96 e nel corso della campagna di rilevazione Tangra 2004/05, mappatura nel 1996, 2005 e 2009.

## Mappe
- South Shetland Islands., su data.aad.gov.au. Scale 1:200000 topographic map. DOS 610 Sheet W 62 60. Tolworth, UK, 1968.
- Isla Livingston: Península Hurd. Mapa topográfico de escala 1:25 000. Madrid: Servicio Geográfico del Ejército, 1991.
- L.L. Ivanov. Livingston Island: Central-Eastern Region. Scale 1:25000 topographic map. Sofia: Antarctic Place-names Commission of Bulgaria, 1996.
- L.L. Ivanov et al. Antarctica: Livingston Island and Greenwich Island, South Shetland Islands. Scale 1:100000 topographic map. Sofia: Antarctic Place-names Commission of Bulgaria, 2005.
- L.L. Ivanov. Antarctica: Livingston Island and Greenwich, Robert, Snow and Smith Islands. Scale 1:120000 topographic map. Troyan: Manfred Wörner Foundation, 2010. ISBN 978-954-92032-9-5 (First edition 2009. ISBN 978-954-92032-6-4)
- Antarctic Digital Database (ADD)., su add.scar.org. Scale 1:250000 topographic map of Antarctica. Scientific Committee on Antarctic Research (SCAR). Since 1993, regularly updated.
- L.L. Ivanov. Antarctica: Livingston Island and Smith Island. Scale 1:100000 topographic map. Manfred Wörner Foundation, 2017. ISBN 978-619-90008-3-0